# Daniil Dubov
Daniil Dmitrievič Dubov (in russo Даниил Дмитриевич Дубов?; Mosca, 18 aprile 1996) è uno scacchista russo.
Ha ottenuto la terza norma di Grande maestro in aprile 2011, all'età di 14 anni, 11 mesi e 14 giorni (a marzo 2021 34º più giovane di sempre). Il titolo è stato reso ufficiale dalla FIDE il 7 giugno 2011.
Ha dichiarato in un'intervista che ambisce ad entrare nella lista dei primi dieci giocatori del mondo, e che i suoi giocatori preferiti sono Karpov, Carlsen, Kasparov, Fischer, Anand, Kramnik e Petrosyan.
Il suo stile è stato definito da Sergej Šipov, suo allenatore, come prevalentemente strategico, paragonandolo a quello di Tigran Petrosyan, opinione sostanzialmente condivisa da Dubov.
È stato uno dei secondi del Campione del mondo Magnus Carlsen durante due match mondiali: il match del 2018 e il match del 2021.
Nelle lista FIDE di dicembre 2021 raggiunge il suo record Elo, con 2720 punti, 24º al mondo e 6º russo.

## Principali risultati

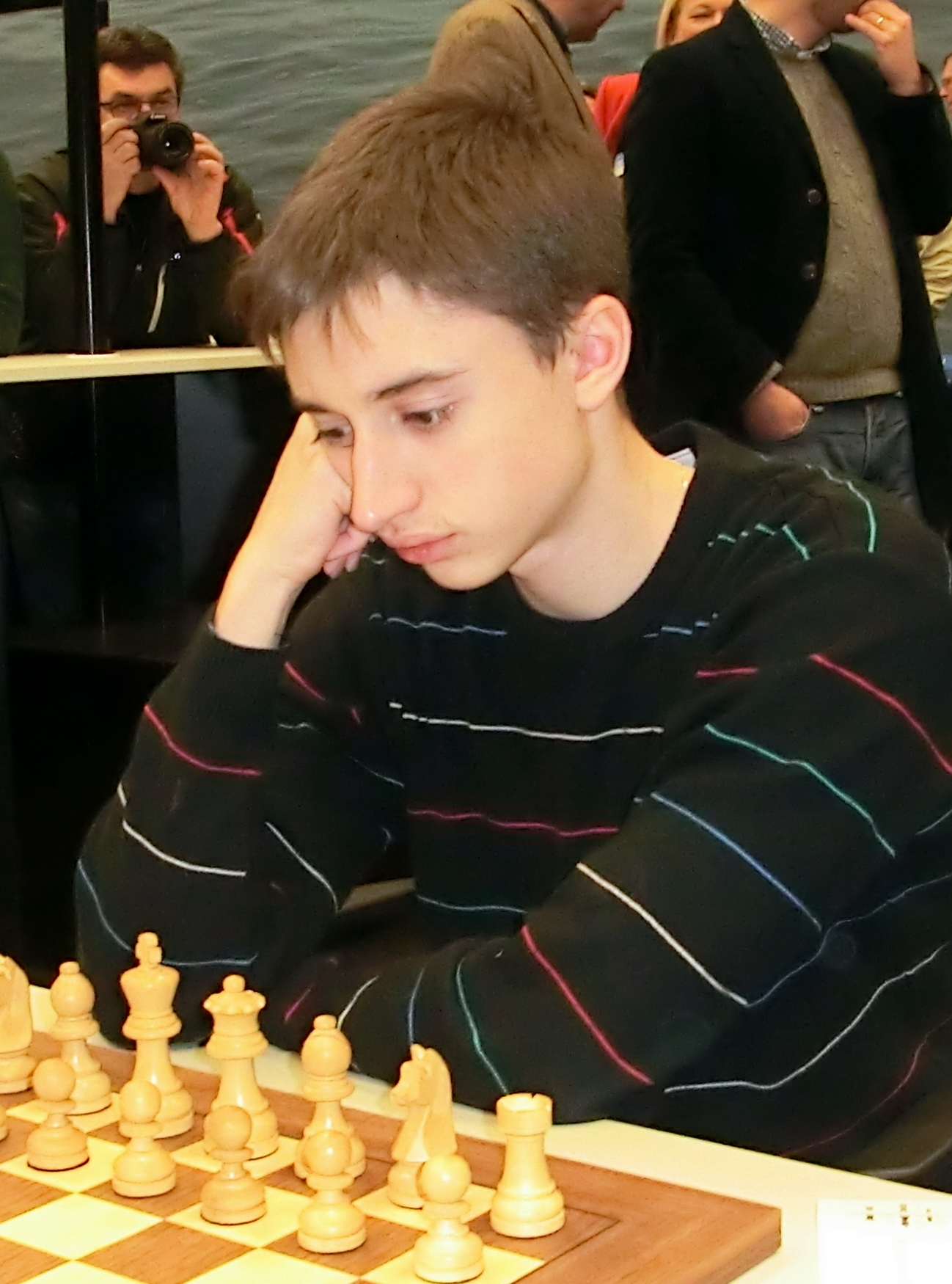
Dubov nei primi anni della sua carriera

- 2006: terzo nel campionato europeo U10;
- 2008: secondo nel campionato europeo U12;
- 2009: secondo nel campionato russo U16; vince il torneo Young Stars of the World di Kiriši;[1]
- 2010: vince l'open di Voronež;
- 2011: vince con la Russia le olimpiadi scacchistiche U16 per team; vince il campionato di Mosca rapid U18;
- 2015: secondo nell'Open Aeroflot, superato solo per spareggio tecnico da Jan Nepomnjaščij.
- 2016: terzo nel Mondiale blitz di Doha, alle spalle di Sergey Karjakin e Magnus Carlsen, precedendo per spareggio tecnico Hikaru Nakamura e Alexander Grischuk.[5]
- 2017: in settembre è arrivato al quarto turno della Coppa del Mondo, è riuscito a sconfiggere ed eliminare il tedesco Daniel Fridman, i connazionali Sergej Karjakin e Vladislav Artem'ev, per poi venir eliminato dall'armeno Lewon Aronyan.[6]
- 2018: in agosto con 7,5 punti su 9 vince l'Abu Dhabi Masters per spareggio tecnico su Anton Korobov e Saleh Salem[7] davanti ad altri 155 giocatori.[8] In dicembre si laurea Campione del mondo rapid a San Pietroburgo, imbattuto con il punteggio di 11 su 15.[9]
- 2019: in novembre a Batumi vince con la nazionale russa il Campionato europeo a squadre di scacchi.[10]
- 2020: in giugno vince il prestigioso torneo on line Lindores Abbey Rapid Challenge, seconda tappa del Magnus Carlsen Chess Tour, sconfiggendo in finale Hikaru Nakamura per 3-2 e aggiudicandosi il premio di 45 000 $.[11][12]. A novembre si piazza al terzo posto nel campionato russo di scacchi a squadre con la Molodezhka di Tjumen[13].
- 2022: in settembre dopo una finale Armageddon con Sanan Sjugirov vince il Campionato russo di scacchi.
- 2023: in dicembre si classifica secondo al Campionato del mondo di scacchi lampo, superato solo di mezzo punto da Carlsen.[14].

## Controversie
Durante l'11º turno del Campionato del mondo di scacchi lampo 2023 nella partita tra Dubov e Jan Nepomnjaščij, conclusa in parità, i due giocatori sono stati sanzionati dall'arbitro capo Ivan Syrovy, che ha deciso di dare partita persa a entrambi togliendo così loro il mezzo punto conquistato, in quanto i due si sarebbero accordati sul risultato ottenuto in modo scorretto
.